# Dendrophthora paucifolia
Dendrophthora paucifolia är en sandelträdsväxtart som först beskrevs av Henry Hurd Rusby, och fick sitt nu gällande namn av Kuijt. Dendrophthora paucifolia ingår i släktet Dendrophthora och familjen sandelträdsväxter. Inga underarter finns listade i Catalogue of Life.